# القلعة الخصبة
القلعة الخصبة إحدى مدن الجمهورية التونسية، تقع في ولاية الكاف في إقليم الشمال الغربي. في عام 2004 كان عدد سكانها 2,781 نسمة.